# Campionati svedesi di ski cross 2017
I Campionati svedesi di ski cross 2017 si sono svolti a Bollnäs il 31 gennaio. Il programma ha incluso sia la gara femminile che la gara maschile. 
Trattandosi di competizioni valide anche ai fini del punteggio FIS, vi hanno partecipato anche sciatori di altre federazioni, senza che questo consentisse loro di concorrere al titolo nazionale svedese.

## Risultati

### Uomini
| Pos. | Atleta                 | Nazione   |
| ---- | ---------------------- | --------- |
| 1    | Victor Oehling Norberg | Svezia    |
| 2    | Victor Sticko          | Svezia    |
| 3    | Viktor Andersson       | Svezia    |
| 4    | Oskar Svels            | Finlandia |
| 5    | Axel Frost             | Svezia    |

### Donne
| Pos. | Atleta           | Nazione   |
| ---- | ---------------- | --------- |
| 1    | Sandra Naeslund  | Svezia    |
| 2    | Veronica Edebo   | Svezia    |
| 3    | Olivia Jonsson   | Svezia    |
| 4    | Vilda Ahlstrand  | Svezia    |
| 5    | Nicoline Nielsen | Danimarca |